# Željko Brkić
Željko Brkić (en serbe en écriture cyrillique : Жељко Бркић), né le 9 juillet 1986 à Novi Sad en Yougoslavie (auj. en Serbie), est un footballeur international serbe qui évolue au poste de gardien de but.

## Palmarès
PAOK Salonique
- Vainqueur de la Coupe de Grèce en 2017.